# Districtul El M'Ghair
El M'Ghair este un district din provincia El Oued, Algeria.